# 凯撒电影奖
凯撒电影奖（法語：César du cinéma），簡稱凱撒獎，是每年於法國舉辦的電影獎項，主要是表彰前一年度傑出的法國電影，被認為是法國國內電影的最高榮譽，地位等同於美國的奧斯卡獎。始于1976年，以法国著名雕塑家凱撒·巴達奇尼命名。

## 獎項

### 正式獎項
- 凱薩獎最佳影片
- 凱薩獎最佳處女作
- 凱薩獎最佳導演
- 凱薩獎最佳外國片
- 凱薩獎最佳男主角
- 凱薩獎最佳女主角
- 凱薩獎最佳男配角
- 凱薩獎最佳女配角
- 凱薩獎最佳原著劇本
- 凱薩獎最佳改編劇本
- 凱薩獎最佳短片
- 凱薩獎最佳紀錄片
- 凱薩獎最佳原創音樂
- 凱薩獎最佳攝影
- 凱薩獎最佳服裝設計
- 凱薩獎最佳音效

### 特別獎項
- 凱薩獎終身成就獎（英语：Honorary César）

## 外部連結
- 電影獎官方網址（页面存档备份，存于）